# 브라티슬랍스카야역
브라티슬랍스카야역(러시아어: Братиславская)은 모스크바 지하철 류블린스코 드미트롭스카야 선의 역이다. 역명은 슬로바키아의 수도인 브라티슬라바에서 따온 것인데 이는 러시아와 슬로바키아 간의 우정을 기념하기 위해 제정된 이름이다.

## 역사
브라티슬랍스카야 역은 1996년 12월 25일에 개장하였다.

## 구조
1면 2선의 섬식 승강장 구조로, 지하 역사이다.
역에는 두 개의 대합실이 존재한다. 지하 출입구는 마이티카 대로와 교차하는 페르바 거리의 교차로와 연결되어 있다. 도시 출구는 동쪽을 지나면 브라티슬라바 거리로, 서쪽은 페르체브 스트리트, 그리고 마이티코프스키 대로로 이어진다. 지하에서 나오는 출입구는 철근 콘크리트 기둥으로 덮여 있다.

## 디자인
바닥과 벽에는 소용돌이 치는 빛과 어둠을 형상하는 그림으로 장식되어 있다. 바닥은 밝고 어두운 면으로 정렬되어 있으며 체스(Chess) 패턴 아래에 배치되어 있다.

## 예술
브라티슬랍스카야 역에서는 엘다라 라자노프의 영화 "올드 노브고로드"에서 몇 초간 상영되었다.

## 사진

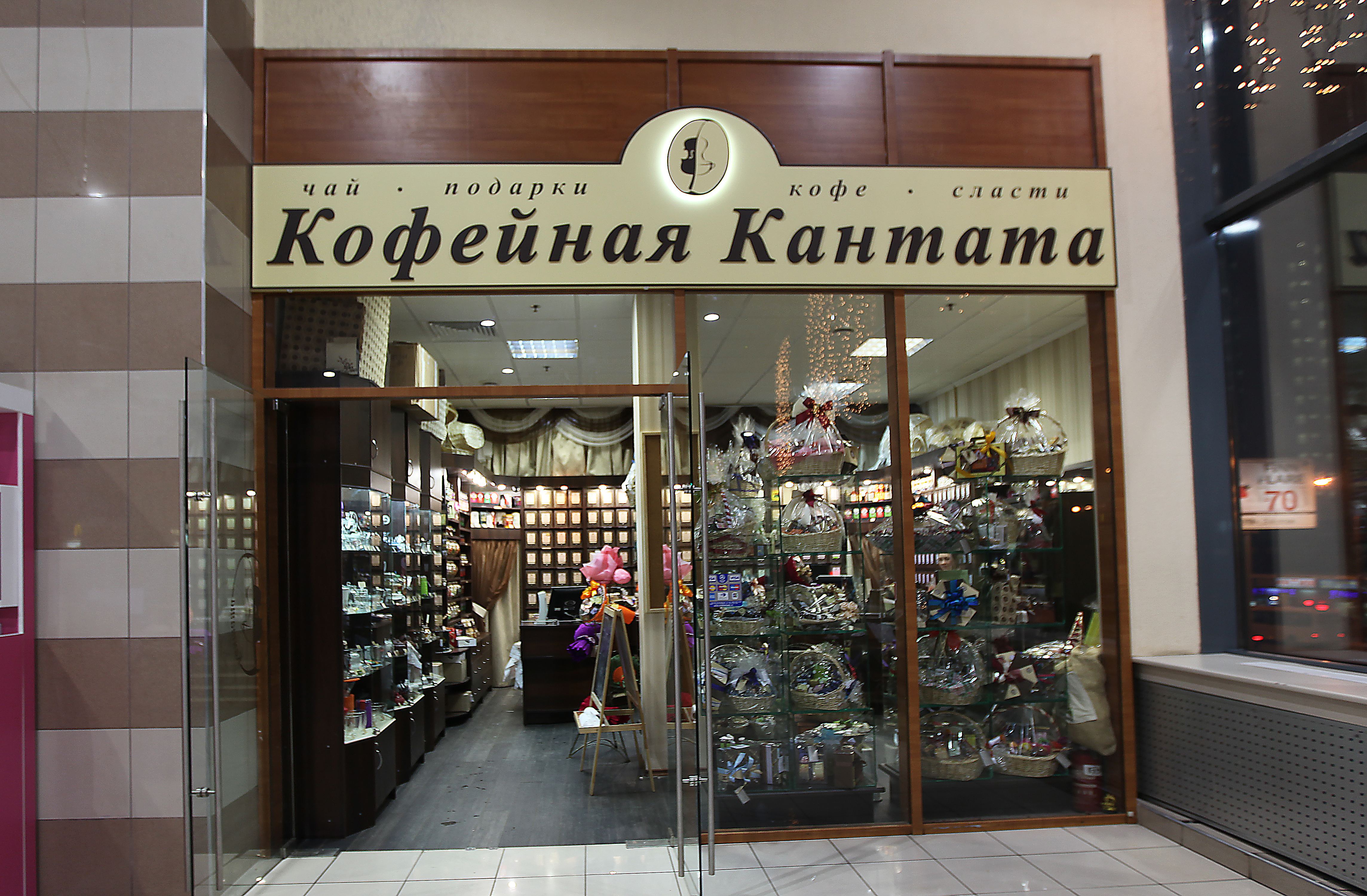
역사 내 가게
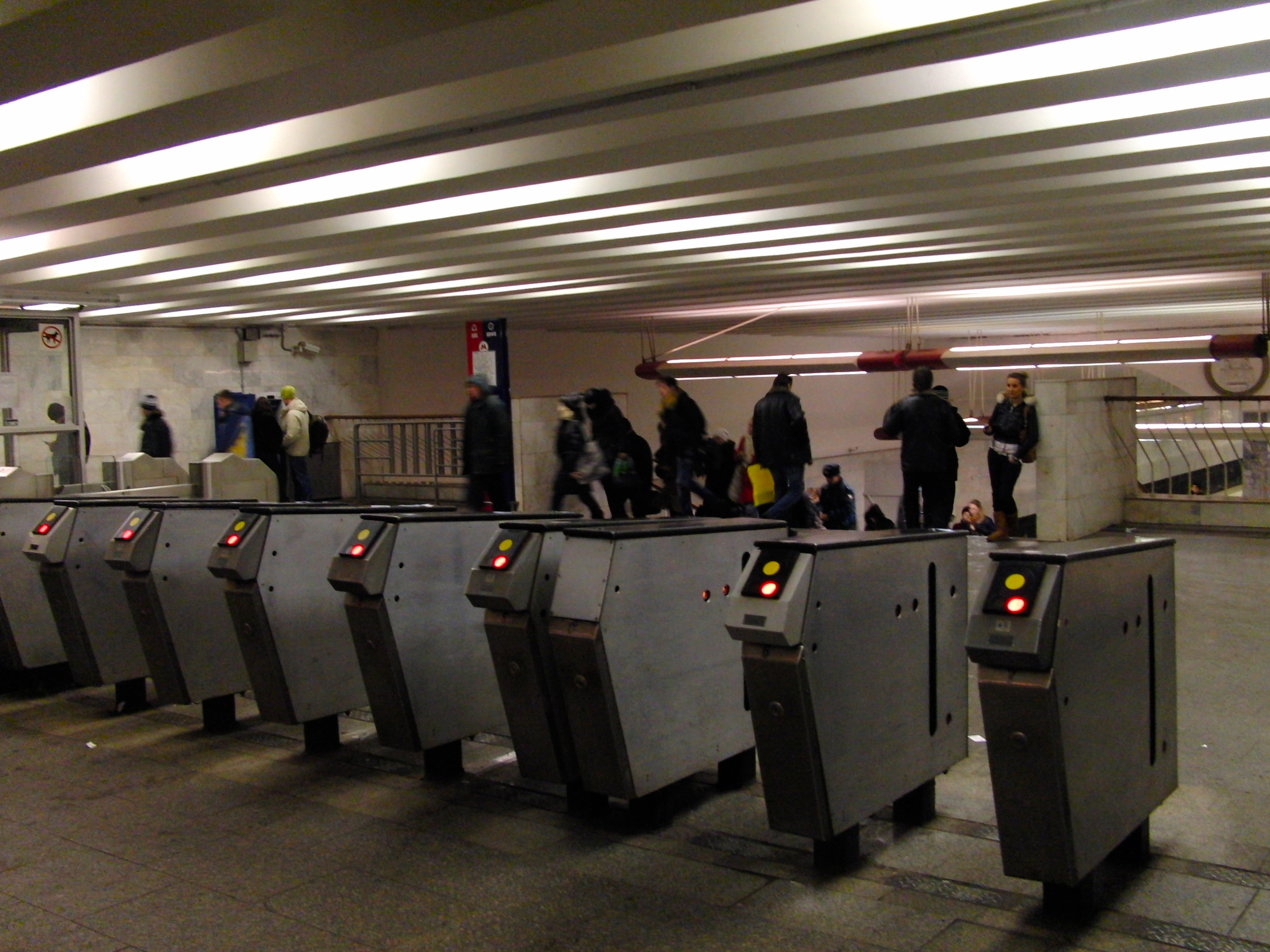
게이트
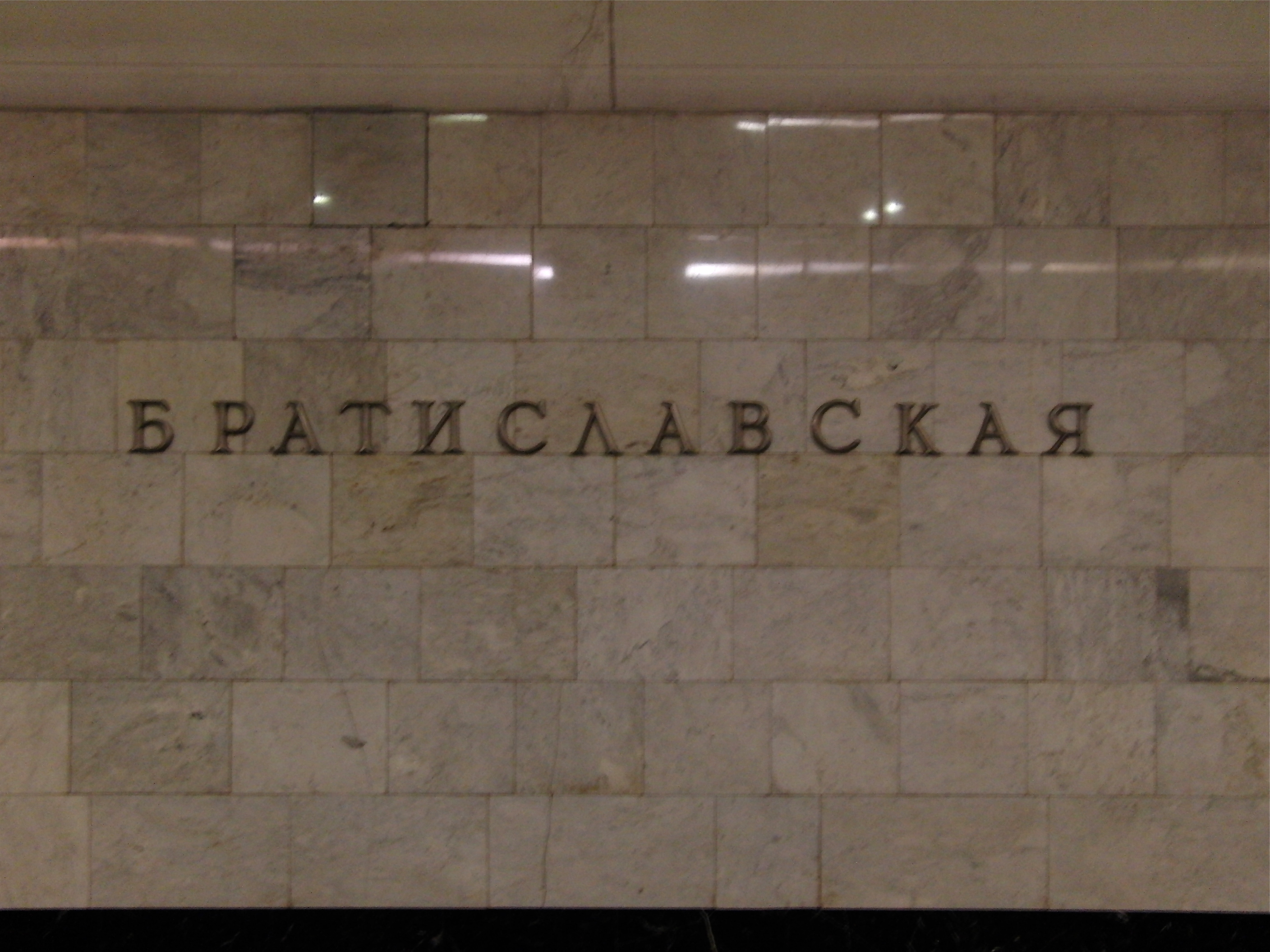
역명판